# 케이트 브라운
캐서린 브라운(Katherine Brown, 1960년 6월 21일 ~ )은 미국의 정치인으로 전직 오리건주 주지사이다.

## 학력
- 콜로라도 대학교 볼더 학사
- 루이스 & 클라크 대학교 박사

## 경력
- 1991.11 ~ 1997.01 제66·67·68대 오리건주 제13구 하원의원
- 1997.01 ~ 2003.01 제69·70·71대 오리건주 제7구 상원의원
- 2003.01 ~ 2009.01 제72·73대 오리건주 제21구 상원의원
- 2003.01 ~ 2009.01 오리건주 상원 다수당 대표
- 2009.01 ~ 2015.02 제24대 오리건주 국무장관
- 2015.02 ~ 2023.01 제38대 오리건주 주지사

## 역대 선거 결과
| 선거명        | 직책명                       | 대수 | 정당   | 득표율   | 득표수    | 결과 | 당락                   |
| ------------- | ---------------------------- | ---- | ------ | -------- | --------- | ---- | ---------------------- |
| 1992년 선거   | 하원의원 (오리건 제13선거구) | 67대 | 민주당 | 55.72%   | 12,346표  | 1위  | 오리건 주의원 당선     |
| 1994년 선거   | 하원의원 (오리건 제13선거구) | 68대 | 민주당 | 63.27%   | 11,130표  | 1위  | 오리건 주의원 당선     |
| 1996년 선거   | 상원의원 (오리건 제7부)      | 69대 | 민주당 | 86.21%   | 30,969표  | 1위  | 오리건 주의원 당선     |
| 2000년 선거   | 상원의원 (오리건 제7부)      | 71대 | 민주당 | 89.92%   | 36,827표  | 1위  | 오리건 주의원 당선     |
| 2002년 선거   | 상원의원 (오리건 제21부)     | 72대 | 민주당 | 단독후보 | 무투표    | 1위  | 오리건 주의원 당선     |
| 2004년 선거   | 상원의원 (오리건 제21부)     | 73대 | 민주당 | 86.52%   | 52,278표  | 1위  | 오리건 주의원 당선     |
| 2008년 선거   | 오리건 주무장관              | 24대 | 민주당 | 51.00%   | 873,968표 | 1위  | 오리건주 주무장관 당선 |
| 2012년 선거   | 오리건 주무장관              | 24대 | 민주당 | 51.28%   | 863,656표 | 1위  | 오리건주 주무장관 당선 |
| 2016년 재선거 | 오리건 주지사                | 38대 | 민주당 | 50.62%   | 985,027표 | 1위  | 오리건 주지사 당선     |
| 2018년 선거   | 오리건 주지사                | 38대 | 민주당 | 50.05%   | 934,498표 | 1위  | 오리건 주지사 당선     |